# Søren Jessens Sand
Søren Jessens Sand  er en sandet halvø vest for det nordlige Fanø. Med et 'sand' menes i den lokale terminologi et højsand, der er delvist tørlagt ved højvande, men som overskylles ved højere vandstande end normalt højvande.
Søren Jessens Sand er 2-3 km² stort og var tidligere adskilt fra Fanø af  Hamborg Dyb, men i dag er dybet sandet til. Der er adgang til halvøen ved Fanø Vesterhavsbad. Højsandet er navngivet efter Hjertingskipperen Søren Jessen, der forliste sidst i 1700-tallet.
Der har gennem tiden været flere drukneulykker på stedet, da tidevandet kan komme hurtigt ind. Mister man stedsansen og søger den korteste vej mod Fanø (mod Nordby), kommer man ud i bugten mellem Søren Jessens Sand og Fanø og afskæres derved fra land.
Andre højsande i området:
- Kiilsand sydøst for Fanø.
- Peter Meyers Sand mellem Fanø og Mandø
- Koresand mellem Mandø og Rømø.

55°27′00″N 8°20′20″Ø / 55.45000°N 8.33889°Ø
|  | Denne artikel om lokaliteten Søren Jessens Sand kan blive bedre, hvis der indsættes et (bedre) billede. Du kan hjælpe ved at afsøge Wikimedia Commons for et passende billede eller lægge et op på Wikimedia Commons med en af de tilladte licenser og indsætte det i artiklen. |